# Amangkurat IV de Mataram
Amangkurat IV fue susuhunan del sultanato de Mataram entre 1719 y 1726. Ascendió al poder al morir su padre Pakubuwana I en mitad de una guerra que enfrentaba diversos territorios del este de Java contra el gobierno de la Compañía Neerlandesa de las Indias Orientales, en cuya alianza se había basado el gobierno de Pakubuwana I.

## Segunda guerra de sucesión javanesa
Prácticamente toda la isla se postuló en contra de Amangkurat IV. Apenas cuatro meses después de su coronación sus dos hermanos más jóvenes lideraron un intento de golpe de Estado con el apoyo de todos los cortesanos islámicos y de su madre, Ratu Pakubuwana, también madre del rey, quien ejercía una desmesurada influencia en la corte. El golpe fue frustrado por una guarnición de la Compañía Neerlandesa, y Ratu Pakubuwana dejó la capital con sus seguidores. Pangeran Arya Mataram, tío del rey, no tomó parte en el asunto, a pesar de la cual abandonó la corte al día siguiente y se dirigió a la costa norte, donde se autoproclamó rey.
En octubre de 1719 Pangeran Arya Mataram se rindió y en noviembre del mismo año Ratu Pakubuwana fue capturada y conducida ante el rey, su hijo. En 1720 la Compañía Neerlandesa atacó con fuera las áreas rebeldes, especialmente en el este. Las rebeliones comenzaron poco a poco a apagarse y sus principales líderes murieron. En 1723 los últimos rebeldes se rindieron, incluyendo los descendientes de Surapati, aunque algunos familiares de Surapati y rebeldes de Bali mantuvieron la independencia de algunos territorios del extremo este de Java durante algunas décadas. La guerra se dio por terminada, aunque con un enorme coste, cubierto por la Compañía Neerlandesa, quien ya se había percatado de que el gobierno de Amangkurat IV no les era beneficioso. A esto se le añadió la devaluación de la moneda utilizada por la Compañía en Java como consecuencia de tratos desventajosos con los gobernadores chinos enviados a la isla.

## Fallecimiento y sucesión
Amangkurat IV enfermó en marzo del año 1726, quizá envenenado. Murió el 20 de abril de ese año. Fue sucedido en el trono por su hijo Pakubuwana II, quien sólo tenía dieciséis años y cuyo gobierno fue todavía más catastrófico.